# Debian-Installer

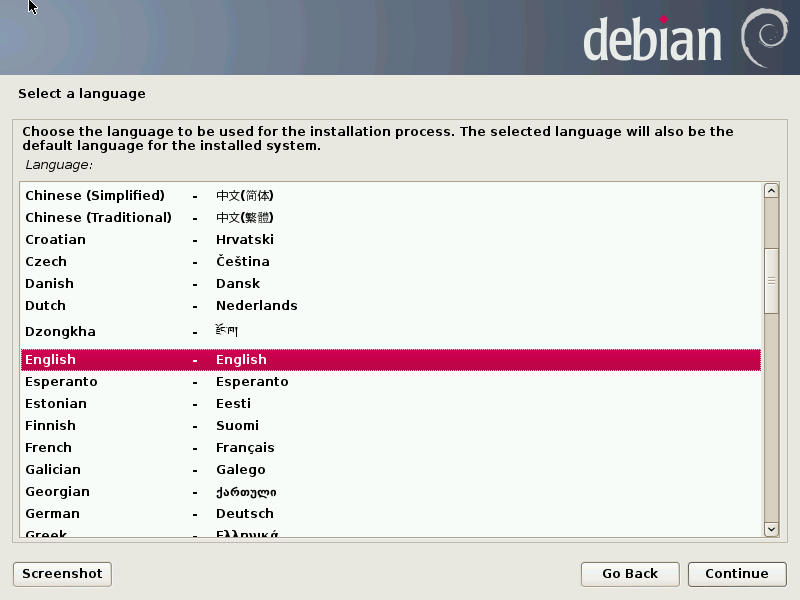
Debian-Installer

Debian-Installer – program instalacyjny dla Debiana. Został napisany dla Debiana 3.1 (nazwa kodowa: „sarge”), jednak wcześniej został użyty w dystrybucji Skolelinux Venus (1.0). Jest również jednym z dwóch oficjalnych instalatorów dla Ubuntu; inny – Ubiquity (również bazujący na debian-installer) został zaprezentowany w Ubuntu 6.06 (nazwa kodowa: „Dapper Drake”).
Używa cdebconf (reimplementacje debconf w języku C), aby przeprowadzać konfiguracje w czasie instalacji.
Początkowo wspierał tylko tryb tekstowy oraz ncurses. Graficzny interfejs użytkownika (używający GTK+-DirectFB) został przedstawiony w Debianie 4.0 (nazwa kodowa: “etch”).